# Liste des titres musicaux numéro un aux États-Unis en 2002

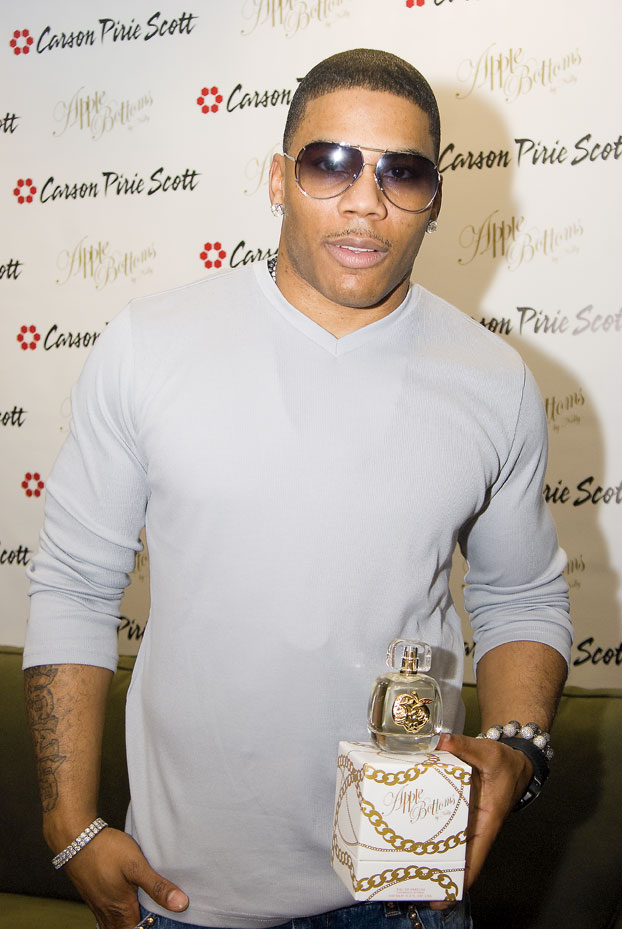

Cette page liste les titres musicaux ayant le plus de succès au cours de l'année 2002 aux États-Unis d'après le magazine Billboard.

## Historique
| Date         | Artiste(s)                       | Titre              | Référence |
| ------------ | -------------------------------- | ------------------ | --------- |
| 5 janvier    | Nickelback                       | How You Remind Me  |           |
| 12 janvier   | Nickelback                       | How You Remind Me  |           |
| 19 janvier   | Usher                            | U Got It Bad       |           |
| 26 janvier   | Usher                            | U Got It Bad       |           |
| 2 février    | Usher                            | U Got It Bad       |           |
| 9 février    | Usher                            | U Got It Bad       |           |
| 16 février   | Usher                            | U Got It Bad       |           |
| 23 février   | Ja Rule featuring Ashanti        | Always on Time     |           |
| 2 mars       | Ja Rule featuring Ashanti        | Always on Time     |           |
| 9 mars       | Jennifer Lopez featuring Ja Rule | Ain't It Funny     |           |
| 16 mars      | Jennifer Lopez featuring Ja Rule | Ain't It Funny     |           |
| 23 mars      | Jennifer Lopez featuring Ja Rule | Ain't It Funny     |           |
| 30 mars      | Jennifer Lopez featuring Ja Rule | Ain't It Funny     |           |
| 6 avril      | Jennifer Lopez featuring Ja Rule | Ain't It Funny     |           |
| 13 avril     | Jennifer Lopez featuring Ja Rule | Ain't It Funny     |           |
| 20 avril     | Ashanti                          | Foolish            |           |
| 27 avril     | Ashanti                          | Foolish            |           |
| 4 mai        | Ashanti                          | Foolish            |           |
| 11 mai       | Ashanti                          | Foolish            |           |
| 18 mai       | Ashanti                          | Foolish            |           |
| 25 mai       | Ashanti                          | Foolish            |           |
| 1er juin     | Ashanti                          | Foolish            |           |
| 8 juin       | Ashanti                          | Foolish            |           |
| 15 juin      | Ashanti                          | Foolish            |           |
| 22 juin      | Ashanti                          | Foolish            |           |
| 29 juin      | Nelly                            | Hot in Herre       |           |
| 6 juillet    | Nelly                            | Hot in Herre       |           |
| 13 juillet   | Nelly                            | Hot in Herre       |           |
| 20 juillet   | Nelly                            | Hot in Herre       |           |
| 27 juillet   | Nelly                            | Hot in Herre       |           |
| 3 août       | Nelly                            | Hot in Herre       |           |
| 10 août      | Nelly                            | Hot in Herre       |           |
| 17 août      | Nelly featuring Kelly Rowland    | Dilemma            |           |
| 24 août      | Nelly featuring Kelly Rowland    | Dilemma            |           |
| 31 août      | Nelly featuring Kelly Rowland    | Dilemma            |           |
| 7 septembre  | Nelly featuring Kelly Rowland    | Dilemma            |           |
| 14 septembre | Nelly featuring Kelly Rowland    | Dilemma            |           |
| 21 septembre | Nelly featuring Kelly Rowland    | Dilemma            |           |
| 28 septembre | Nelly featuring Kelly Rowland    | Dilemma            |           |
| 5 octobre    | Kelly Clarkson                   | A Moment Like This |           |
| 12 octobre   | Kelly Clarkson                   | A Moment Like This |           |
| 19 octobre   | Nelly featuring Kelly Rowland    | Dilemma            |           |
| 26 octobre   | Nelly featuring Kelly Rowland    | Dilemma            |           |
| 2 novembre   | Nelly featuring Kelly Rowland    | Dilemma            |           |
| 9 novembre   | Eminem                           | Lose Yourself      |           |
| 16 novembre  | Eminem                           | Lose Yourself      |           |
| 23 novembre  | Eminem                           | Lose Yourself      |           |
| 30 novembre  | Eminem                           | Lose Yourself      |           |
| 7 décembre   | Eminem                           | Lose Yourself      |           |
| 14 décembre  | Eminem                           | Lose Yourself      |           |
| 21 décembre  | Eminem                           | Lose Yourself      |           |
| 28 décembre  | Eminem                           | Lose Yourself      |           |